# Frans Hilchen
Frans Hilchen, född 1625, död 1680 i Kimstads församling, Östergötlands län, var en svenska adelsman och militär.

## Biografi
Hilchen föddes 1625. Han var son till gårdsägaren Frans Hilchen och Sofia Friederichs. Hilchen blev 1657 överstelöjtnant vid generalissimi fotregemente. År 1664 blev han svensk adelsman tillsammans med sin bror Jakob Hilchen och introducerades samma år som nummer 683. Hilschen blev 23 juli 1669 överste av infanteriet. Han avled 1680 på Kimstad i Kimstads församling och begravdes tillsammans med sin fru i Kimstads kyrka. I kyrkan finns även hans vapen uppsatt.

### Egendom
Hilchen ägde gårdarna Westerrotten i Neuermühlens socken, Kipsal i Kremons socken och Kimstad i Kimstads socken.

### Familj
Hilchen var gift med Anna Christina Strömfelt (död 1674). Hon var dotter till landshövdingen Johan Strömfelt och Christina Törnsköld. Anna Christina Strömfelt var änka efter ryttmästaren Rutger Johan von Ascheberg. Hilchen och Strömfelt fick tillsammans barnen översten Adolf Johan Hilchen (1663–1732) och Christina Sofia Hilchen (född 1665) som var gift med majoren Erik Lünow.